# Crematogaster arcuata
Crematogaster arcuata is een mierensoort uit de onderfamilie van de Myrmicinae. De wetenschappelijke naam van de soort is voor het eerst geldig gepubliceerd in 1899 door Forel.